# Alfredo Ríos Galeana
Alfredo Ríos Galeana, (Arenal de Álvarez, Guerrero, México; 28 de octubre de 1950-Oaxaca, 4 de diciembre de 2019) fue un militar, policía, cantante de rancheras, asaltabancos y secuestrador, declarado enemigo público número uno de México en los años 80.

## Biografía
Hijo de Sabino Ríos y María Damiana Galeana, nació en Arenal de Álvarez, Municipio de Benito Juárez, Guerrero, el 28 de octubre de 1950. Ingresó en el Ejército Mexicano a los 18 años de edad, alcanzando el grado de sargento segundo en la Brigada de Fusileros Paracaidistas, del cual desertó tiempo después para iniciar una carrera criminal. En 1974 fue capturado, fichado por delitos menores, y liberado el 4 de diciembre de 1976, aun así ingresó a una corporación dedicada a la vigilancia de la banca, el Batallón de Radio Patrullas del Estado de México (Barapem) en 1978, en la cual alcanzó el rango de comandante.
En 1978, siendo elemento perteneciente al Barapem cometió su primer asalto bancario.
Aparentemente se vio obligado a empezar a delinquir debido a que sus jefes de policía le pedían cuotas, que al no poderlas cubrir, tenían que solventarlas con su salario y esto pasaba con todos los miembros de la corporación.
Debido a que el Barapem fue eliminado por decreto al volverse en contra de los fines por los cuales fue conformado, y gracias a los conocimientos que adquirió mientras servía a la corporación custodiando bancos, para la década de los ochenta comenzó y dirigió una banda de asaltabancos,
En 1981 fue capturado e ingresado a prisión en el estado de Hidalgo, cárcel de la cual se fugó el 18 de diciembre de 1982, un año después en 1984 fue nuevamente arrestado e ingresado al penal de Santa Martha Acatitla, de donde nuevamente se fugó del reclusorio con ayuda de custodios de este y policías auxiliares, y volviendo a ser recapturado en 1986 después de un enfrentamiento con policías judiciales en la colonia Aragón, y llevado al Reclusorio Sur.
El 22 de noviembre de 1986, en una audiencia en el juzgado 33, fue sustraído por diez personas logrando rescatarlo de las autoridades que lo custodiaban, finalmente 12 de julio de 2005 fue recapturado por las autoridades federales estadounidenses en South Gate, California, bajo el nombre de Arturo Montoya después de 19 años prófugo de la justicia y a punto de prescribir sus delitos, cuando intentaba tramitar su licencia de conducir, las autoridades encontraron que coincidían con el exmilitar y expolicía con quince delitos que ya habían prescritos, condenado por el delito de homicidio calificado a veinticinco años de prisión, en el penal de máxima seguridad La Palma.
Se sometió a tres cirugías plásticas para cambiar su identidad, compró un título de ingeniero civil de la Universidad Nacional Autónoma de México (UNAM), grabó un LP y tres sencillos. Cuando lo capturaron en 1986 mencionó a los policías judiciales que para calmar los nervios antes de atracar un banco primero robaba alguna casa habitación cercana a la institución bancaria que asaltarían. Se comporta como un hombre extremadamente religioso, y dice de sí mismo que "Dios ha perdonado todos sus pecados".
Ríos Galeana fue un hombre bastante presumido, cuando fue presentado a la prensa en 1985 dijo «soy muy inteligente y mi captura no fue por error, sino por un chivatazo de uno de los elementos de mi banda. Cuando salga de la cárcel creo que continuaré con mis actividades delictivas. Soy el único hombre que ha cometido más asaltos en la república y en el mundo entero».
Pero a pesar de ser tan jactancioso reconoció al comandante José Luis Aranda Zorrivas como el único causante de su aprehensión «soy muy inteligente, pero él lo fue más que yo, y eso hay que reconocerlo. Nadie debe pararse el cuello con mi detención; el comandante Aranda tuvo perseverancia, destejió la madeja y llegó a mí».
Se calcula que Ríos Galeana y sus cómplices llegaron a cometer más de cien asaltos bancarios entre 1978 y 1986.